# Khezaras (distrito)
Khezaras é um distrito localizado na província de Guelma, Argélia, e cuja capital é a cidade de Khezara. A população total do distrito era de 18 812 habitantes, em 1998.[carece de fontes?]

## Municípios
O distrito é composto por três municípios:
- Khezara
- Bou Hachana
- Aïn Sandel